# جیمز گارتون
جیمز گارتون (انگلیسی: James Garton؛ زادهٔ ۱۸۸۷) بازیکن فوتبال اهل بریتانیا است.
از باشگاه‌هایی که در آن بازی کرده‌است می‌توان به باشگاه فوتبال کترینگ تاون و باشگاه فوتبال برادفورد سیتی اشاره کرد.